# 小行星8669
小行星8669（英語：8669）是一颗围绕太阳公转的小行星。1991年7月13日，亨利·E·霍爾特在帕洛马山发现了此天体。
这颗小行星的绝对星等为126.4044066005561等。